# Квета Пешке
Кветослава Пешкейова (чеськ. Květa Peschkeová), більш знана як Квета Пешке, при народжені Грдлічкова) — чеська тенісистка, що спеціалізується на парній грі, чемпіонка Вімблдону 2011 в парі, колишня лідерка парного рейтингу WTA. 
Після виграшу Вімблдонського турніру 2011 року пара Квета Пешке / Катарина Среботнік очолили світовий парний рейтинг серед жінок. Того ж року вони пробилися до фіналу Чемпіонату WTA, і були визнані парою року.

## Значні фінали

### Фінали турнірів Великого шолома

#### Парний розряд: 2 (1-1)
| Результат | Рік  | Турнір      | Поверхня | Партнерка          | Супротивниці                  | Рахунок  |
| Поразка   | 2010 | French Open | Ґрунт    | Катарина Среботнік | Серена Вільямс Вінус Вільямс  | 2–6, 3–6 |
| Перемога  | 2011 | Wimbledon   | Трава    | Катарина Среботнік | Сабіне Лісіцкі Саманта Стосур | 6–3, 6–1 |

#### Мікст: 3 (0-3)
| Результат | Рік  | Турнір  | Поверхня | Партнер             | Супротивники                   | Рахунок                 |
| Поразка   | 2006 | US Open | Хард     | Мартін Дамм         | Мартіна Навратілова Боб Браян  | 2–6, 3–6                |
| Поразка   | 2010 | US Open | Хард     | Айсам ул-Гак Куреші | Лізель Губер Боб Браян         | 4–6, 4–6                |
| Поразка   | 2012 | US Open | Хард     | Марцін Матковський  | Катерина Макарова Бруно Суареш | 7–6(10–8), 1–6, [10–12] |

## Фінали турнірів WTA

### Одиночний розряд: 2 (1 титул, 1 поразка)
| Легенда                 |
| ----------------------- |
| WTA 500 (Tier II) (0–1) |
| WTA 250 (Tier IV) (1–0) |

| Результат | В-П | Дата     | Турнір                           | Категорія | Покриття  | Опонент      | Рахунок  |
| --------- | --- | -------- | -------------------------------- | --------- | --------- | ------------ | -------- |
| Перемога  | 1–0 | Кві 1998 | Makarska Championships, Хорватія | Tier IV   | Ґрунт     | Лі Фан       | 6–3, 6–1 |
| Поразка   | 1–1 | Лис 1999 | Sparkassen Cup, Німеччина        | Tier II   | Килим (i) | Наталі Тозья | 1–6, 3–6 |

### Парний розряд: 78 (36 титулів, 42 поразки)
| Легенда                                                      |
| ------------------------------------------------------------ |
| Турніри Великого шлему (1–2)                                 |
| Фінали (0–3)                                                 |
| WTA 1000 (Tier I / Premier 5 / Premier M) (7–13)             |
| WTA 500 (Tier II / Premier) (20–14)                          |
| WTA 250 (Tier III / Tier IV / Tier V / International) (8–10) |

| Результат | В-П   | Дата             | Турнір                                    | Категорія     | Покриття      | Партнер                 | Опонент                                               | Рахунок                    |
| --------- | ----- | ---------------- | ----------------------------------------- | ------------- | ------------- | ----------------------- | ----------------------------------------------------- | -------------------------- |
| Поразка   | 0–1   | 12 липня 1998    | Prague Open, Чехія                        | Tier III      | Ґрунт         | Міхаела Паштікова       | Сільвія Фаріна-Елія Каріна Габшудова                  | 6–2, 1–6, 1–6              |
| Перемога  | 1–1   | 2 серпня 1998    | Orange Warsaw Open, Польща                | Tier IV       | Ґрунт         | Гелена Вілдова          | Оса Свенссон Седа Норландер                           | 6–3, 6–2                   |
| Поразка   | 1–2   | 14 лютого 1999   | Ostrava Open, Чехія                       | Tier IV       | Ґрунт         | Гелена Вілдова          | Александра Фусаї Наталі Тозья                         | 6–3, 2–6, 1–6              |
| Перемога  | 2–2   | 15 квітня 2001   | Estoril Open, Португалія                  | Tier IV       | Ґрунт         | Барбара Ріттнер         | Тіна Кріжан Катарина Среботнік                        | 6–3, 6–2                   |
| Поразка   | 2–3   | 6 травня 2001    | Hamburg European Open, Німеччина          | Tier II       | Ґрунт         | Барбара Ріттнер         | Кара Блек Олена Лиховцева                             | 2–6, 6–4, 2–6              |
| Поразка   | 2–4   | 30 вересня 2001  | Sparkassen Cup, Німеччина                 | Tier II       | Тверде (i)    | Барбара Ріттнер         | Олена Лиховцева Наталі Тозья                          | 4–6, 2–6                   |
| Поразка   | 2–5   | 6 січня 2002     | WTA Auckland Open, Нова Зеландія          | Tier V        | Тверде        | Генрієта Надьова        | Ніколь Арендт Лізель Губер                            | 5–7, 4–6                   |
| Поразка   | 2–6   | 2 жовтня 2002    | BGL Luxembourg Open                       | Tier III      | Тверде (i)    | Барбара Ріттнер         | Кім Клейстерс Жанетта Гусарова                        | 6–4, 3–6, 5–7              |
| Перемога  | 3–6   | 13 лютого 2005   | Open GDF Suez, Франція                    | Tier II       | Килим (i)     | Івета Бенешова          | Анабель Медіна Гаррігес Дінара Сафіна                 | 6–2, 2–6, 6–2              |
| Поразка   | 3–7   | 10 квітня 2005   | Amelia Island Championships, США          | Tier II       | Ґрунт (green) | Івета Бенешова          | Бріанн Стюарт Саманта Стосур                          | 4–6, 2–6                   |
| Поразка   | 3–8   | 24 квітня 2005   | Charleston Open, США                      | Tier I        | Ґрунт (green) | Івета Бенешова          | Кончита Мартінес Вірхінія Руано Паскуаль              | 1–6, 4–6                   |
| Поразка   | 3–9   | 24 липня 2005    | Мастерс Цинциннаті, США                   | Tier III      | Тверде        | Марія Емілія Салерні    | Лора Гренвілл Абігейл Спірс                           | 6–3, 2–6, 4–6              |
| Поразка   | 3–10  | 9 жовтня 2005    | Porsche Tennis Grand Prix, Німеччина      | Tier II       | Тверде (i)    | Франческа Ск'явоне      | Даніела Гантухова Анастасія Мискіна                   | 0–6, 6–3, 5–7              |
| Перемога  | 4–10  | 30 жовтня 2005   | Linz Open, Австрія                        | Tier II       | Тверде (i)    | Хісела Дулко            | Кончита Мартінес Вірхінія Руано Паскуаль              | 6–2, 6–3                   |
| Перемога  | 5–10  | 12 лютого 2006   | Open GdF Paris, Франція                   | Tier II       | Килим (i)     | Емілі Луа               | Кара Блек Ренне Стаббс                                | 7–6(7–5), 6–4              |
| Перемога  | 6–10  | 25 лютого 2006   | Dubai Tennis Championships, UAE           | Tier II       | Тверде        | Франческа Ск'явоне      | Світлана Кузнецова Надія Петрова                      | 3–6, 7–6(7–1), 6–3         |
| Поразка   | 6–11  | 21 травня 2006   | Мастерс Рим                               | Tier I        | Ґрунт         | Франческа Ск'явоне      | Даніела Гантухова Суґіяма Ай                          | 6–3, 3–6, 1–6              |
| Перемога  | 7–11  | 1 жовтня 2006    | Люксембург Open                           | Tier II       | Тверде (i)    | Франческа Ск'явоне      | Анна-Лена Гренефельд Лізель Губер                     | 2–6, 6–4, 6–1              |
| Перемога  | 8–11  | 15 жовтня 2006   | Кубок Кремля, Росія                       | Tier I        | Килим (i)     | Франческа Ск'явоне      | Івета Бенешова Галина Воскобоєва                      | 6–4, 6–7(4–7), 6–1         |
| Поразка   | 8–12  | 23 липня 2007    | Eastbourne International, Велика Британія | Tier II       | Трава         | Ренне Стаббс            | Ліза Реймонд Саманта Стосур                           | 7–6(7–5), 4–6, 3–6         |
| Перемога  | 9–12  | 19 серпня 2007   | LA Women's Tennis Championships, США      | Tier II       | Тверде        | Ренне Стаббс            | Алісія Молік Мара Сантанджело                         | 6–0, 6–1                   |
| Перемога  | 10–12 | 14 жовтня 2007   | Stuttgart Open, Німеччина                 | Tier II       | Тверде (i)    | Ренне Стаббс            | Латіша Чжань Дінара Сафіна                            | 6–7(5–7), 7–6(7–4), [10–2] |
| Перемога  | 11–12 | 21 жовтня 2007   | Zurich Open, Швейцарія                    | Tier I        | Тверде (i)    | Ренне Стаббс            | Ліза Реймонд Франческа Ск'явоне                       | 7–5, 7–6(7–1)              |
| Поразка   | 11–13 | 17 лютого 2008   | Diamond Games, Бельгія                    | Tier II       | Тверде (i)    | Суґіяма Ай              | Кара Блек Лізель Губер                                | 1–6, 3–6                   |
| Перемога  | 12–13 | 24 лютого 2008   | Qatar Ladies Open                         | Tier I        | Тверде        | Ренне Стаббс            | Кара Блек Лізель Губер                                | 6–1, 5–7, [10–7]           |
| Поразка   | 12–14 | 21 липня 2008    | Eastbourne International, Велика Британія | Tier II       | Трава         | Ренне Стаббс            | Кара Блек Лізель Губер                                | 6–2, 0–6, [8–10]           |
| Перемога  | 13–14 | 23 серпня 2008   | Connecticut Open, США                     | Tier II       | Тверде        | Ліза Реймонд            | Сорана Кирстя Моніка Нікулеску                        | 4–6, 7–5, [10–7]           |
| Поразка   | 13–15 | 4 жовтня 2008    | Stuttgart Open, Німеччина                 | Tier II       | Тверде (i)    | Ренне Стаббс            | Анна-Лена Гренефельд Патті Шнідер                     | 2–6, 4–6                   |
| Поразка   | 13–16 | 5 листопада 2008 | Фінал WTA, Катар                          | WTA Фінали    | Тверде        | Ренне Стаббс            | Кара Блек Лізель Губер                                | 1–6, 5–7                   |
| Поразка   | 13–17 | 7 лютого 2009    | Open GdF Paris, Франція                   | Premier       | Тверде (i)    | Ліза Реймонд            | Кара Блек Лізель Губер                                | 4–6 6–3, [4–10]            |
| Поразка   | 13–18 | 29 березня 2009  | Відкритий чемпіонат Маямі з тенісу, США   | Premier M     | Тверде        | Ліза Реймонд            | Світлана Кузнецова Амелі Моресмо                      | 6–4 3–6, [3–10]            |
| Поразка   | 13–19 | 12 квітня 2009   | Amelia Island Championships, США          | International | Ґрунт (green) | Ліза Реймонд            | Чжуан Цзяжун Саня Мірза                               | 3–6, 6–4, [7–10]           |
| Поразка   | 13–20 | 16 травня 2009   | Мастерс Мадрид, Іспанія                   | Premier M     | Ґрунт         | Ліза Реймонд            | Кара Блек Лізель Губер                                | 6–4 3–6, [6–10]            |
| Перемога  | 14–20 | 16 січня 2010    | Hobart International, Австралія           | International | Тверде        | Чжуан Цзяжун            | Латіша Чжань Моніка Нікулеску                         | 3–6, 6–3, [10–7]           |
| Поразка   | 14–21 | 21 лютого 2010   | Dubai Championships, UAE                  | Premier 5     | Тверде        | Катарина Среботнік      | - Нурія Льягостера Вівес - Марія Хосе Мартінес Санчес | 6–7(5–7), 4–6              |
| Перемога  | 15–21 | 20 березня 2010  | Indian Wells Open, США                    | Premier M     | Тверде        | Катарина Среботнік      | Надія Петрова Саманта Стосур                          | 6–4, 2–6, [10–5]           |
| Поразка   | 15–22 | 24 квітня 2010   | Stuttgart Open, Німеччина                 | Premier       | Тверде        | Катарина Среботнік      | - Хісела Дулко - Флавія Пеннетта                      | 6–3, 6–7(3–7), [5–10]      |
| Поразка   | 15–23 | 23 травня 2010   | Відкритий чемпіонат Франції з тенісу      | Grand Slam    | Ґрунт         | Катарина Среботнік      | - Серена Вільямс - Вінус Вільямс                      | 2–6, 3–6                   |
| Поразка   | 15–24 | 19 червня 2010   | Eastbourne International, UK              | Premier       | Трава         | Катарина Среботнік      | - Ліза Реймонд - Ренне Стаббс                         | 6–2, 2–6, [11–13]          |
| Поразка   | 15–25 | 23 серпня 2010   | Мастерс Канада                            | Premier 5     | Тверде        | Катарина Среботнік      | - Хісела Дулко - Флавія Пеннетта                      | 5–7, 6–3, [10–12]          |
| Перемога  | 16–25 | 28 серпня 2010   | Connecticut Open, США                     | Premier       | Тверде        | Катарина Среботнік      | - Бетані Маттек-Сендс - Меган Шонессі                 | 7–5, 6–0                   |
| Поразка   | 16–26 | 17 жовтня 2010   | Linz Open, Австрія                        | International | Тверде (i)    | Катарина Среботнік      | - Рената Ворачова - Барбора Стрицова                  | 5–7, 6–7(6–8)              |
| Поразка   | 16–27 | 31 жовтня 2010   | WTA Championships, Катар                  | WTA Фінали    | Тверде        | Катарина Среботнік      | - Хісела Дулко - Флавія Пеннетта                      | 5–7, 4–6                   |
| Перемога  | 17–27 | 8 січня 2011     | Auckland Open, Нова Зеландія              | International | Тверде        | Катарина Среботнік      | - Софія Арвідссон - Марина Еракович                   | 6–3, 6–0                   |
| Поразка   | 17–28 | 14 січня 2011    | Sydney International, Австралія           | Premier       | Тверде        | Катарина Среботнік      | - Івета Бенешова - Барбора Стрицова                   | 6–4, 4–6, [7–10]           |
| Поразка   | 17–29 | 20 лютого 2011   | Dubai Championships, UAE                  | Premier 5     | Тверде        | Катарина Среботнік      | - Лізель Губер - Марія Хосе Мартінес Санчес           | 6–7(5–7), 3–6              |
| Перемога  | 18–29 | 26 лютого 2011   | Катар Open                                | Premier       | Тверде        | Катарина Среботнік      | Лізель Губер Надія Петрова                            | 7–5, 6–7(2–7), [10–8]      |
| Поразка   | 18–30 | 7 травня 2011    | Madrid Open, Іспанія                      | Premier M     | Ґрунт         | Катарина Среботнік      | Вікторія Азаренко Марія Кириленко                     | 4–6, 3–6                   |
| Перемога  | 19–30 | 18 червня 2011   | Eastbourne International, Велика Британія | Premier       | Трава         | Катарина Среботнік      | Лізель Губер Ліза Реймонд                             | 6–3, 6–0                   |
| Перемога  | 20–30 | 26 червня 2011   | Вімблдонський турнір, Велика Британія     | Grand Slam    | Трава         | Катарина Среботнік      | Сабіне Лісіцкі Саманта Стосур                         | 6–3, 6–1                   |
| Перемога  | 21–30 | 7 серпня 2011    | San Diego Open, США                       | Premier       | Тверде        | Катарина Среботнік      | Ракел Атаво Абігейл Спірс                             | 6–0, 6–2                   |
| Перемога  | 22–30 | 8 жовтня 2011    | China Open                                | Premier M     | Тверде        | Катарина Среботнік      | Хісела Дулко Флавія Пеннетта                          | 6–3, 6–4                   |
| Поразка   | 22–31 | 30 жовтня 2011   | WTA Championships, Istanbul               | WTA Фінали    | Тверде (i)    | Катарина Среботнік      | - Лізель Губер - Ліза Реймонд                         | 4–6, 4–6                   |
| Перемога  | 23–31 | 13 січня 2012    | Sydney International, Австралія           | Premier       | Тверде        | Катарина Среботнік      | Лізель Губер Ліза Реймонд                             | 6–1, 4–6, [13–11]          |
| Поразка   | 23–32 | 29 вересня 2012  | Toray Pan Pacific Open, Японія            | Premier 5     | Тверде        | Анна-Лена Гренефельд    | Ракел Атаво Абігейл Спірс                             | 1–6, 4–6                   |
| Перемога  | 24–32 | 14 жовтня 2012   | Linz Open, Австрія                        | International | Тверде (i)    | Анна-Лена Гренефельд    | Юлія Гергес Барбора Стрицова                          | 6–3, 6–4                   |
| Поразка   | 24–33 | 5 січня 2013     | Brisbane International, Австралія         | Premier       | Тверде        | Анна-Лена Гренефельд    | Бетані Маттек-Сендс Саня Мірза                        | 6–4, 4–6, [7–10]           |
| Перемога  | 25–33 | 25 травня 2013   | Brussels Open, Бельгія                    | Premier       | Ґрунт         | Анна-Лена Гренефельд    | Габріела Дабровскі Шахар Пеєр                         | 6–0, 6–3                   |
| Поразка   | 25–34 | 15 червня 2013   | Nuremberg Cup, Німеччина                  | International | Ґрунт         | Анна-Лена Гренефельд    | Ралука Олару Валерія Соловйова                        | 6–2, 6–7(3–7), [9–11]      |
| Поразка   | 25–35 | 11 серпня 2013   | Canadian Open                             | Premier 5     | Тверде        | Анна-Лена Гренефельд    | Єлена Янкович Катарина Среботнік                      | 7–5, 2–6, [6-10]           |
| Поразка   | 25–36 | 18 серпня 2013   | Cincinnati Open, США                      | Premier 5     | Тверде        | Анна-Лена Гренефельд    | Сє Шувей Пен Шуай                                     | 6–2, 3–6, [10-12]          |
| Перемога  | 26–36 | 2 лютого 2014    | Open GdF Paris, Франція                   | Premier       | Тверде (i)    | Анна-Лена Гренефельд    | Тімеа Бабош Крістіна Младенович                       | 6–7(7–9), 6–4, [10-5]      |
| Поразка   | 26–37 | 16 лютого 2014   | Катар Open                                | Premier 5     | Тверде        | Катарина Среботнік      | Сє Шувей Пен Шуай                                     | 4–6, 0–6                   |
| Перемога  | 27–37 | 18 травня 2014   | Italian Open                              | Premier 5     | Ґрунт         | Катарина Среботнік      | Сара Еррані Роберта Вінчі                             | 4–0, retired               |
| Поразка   | 27–38 | 16 жовтня 2016   | Linz Open, Австрія                        | International | Тверде (i)    | Анна-Лена Гренефельд    | - Кікі Бертенс - Юганна Ларссон                       | 6–4, 2–6, [7-10]           |
| Перемога  | 28–38 | 6 травня 2017    | Prague Open, Чехія                        | International | Ґрунт         | Анна-Лена Гренефельд    | Луціє Градецька Катержина Сінякова                    | 6–4, 7–6(7–3)              |
| Поразка   | 28–39 | 13 серпня 2017   | Canadian Open                             | Premier 5     | Тверде        | Анна-Лена Гренефельд    | Катерина Макарова Олена Весніна                       | 0–6, 4–6                   |
| Поразка   | 28–40 | 29 квітня 2018   | Stuttgart Open, Німеччина                 | Premier       | Ґрунт (i)     | Ніколь Меліхар          | Ракел Атаво Анна-Лена Гренефельд                      | 4–6, 7–6(7–5), [5-10]      |
| Перемога  | 29–40 | 5 травня 2018    | Prague Open, Чехія                        | International | Ґрунт         | Ніколь Меліхар-Martinez | Міхаела Бузернеску Лідія Морозова                     | 6–4, 6–2                   |
| Поразка   | 29–41 | 14 липня 2018    | Wimbledon, Велика Британія                | Grand Slam    | Трава         | Ніколь Меліхар-Martinez | Барбора Крейчикова Катержина Сінякова                 | 4–6, 6–4, 0–6              |
| Перемога  | 30–41 | 5 серпня 2018    | Silicon Valley Classic, США               | Premier       | Тверде        | Латіша Чжань            | Людмила Кіченок Надія Кіченок                         | 6–4, 6–1                   |
| Перемога  | 31–41 | 14 жовтня 2018   | Tianjin Open, КНР                         | International | Тверде        | Ніколь Меліхар-Martinez | Монік Адамчак Джессіка Мор                            | 6–4, 6–2                   |
| Перемога  | 32–41 | 6 січня 2019     | Brisbane International, Австралія         | Premier       | Тверде        | Ніколь Меліхар-Martinez | Чжань Хаоцін Латіша Чжань                             | 6–1, 6–1                   |
| Поразка   | 32–42 | 4 травня 2019    | Prague Open, Чехія                        | International | Ґрунт         | Ніколь Меліхар-Martinez | Ганна Калінська Вікторія Грунчакова                   | 6–4, 5–7, [7-10]           |
| Перемога  | 33–42 | 4 серпня 2019    | Silicon Valley Classic, США               | Premier       | Тверде        | Ніколь Меліхар-Martinez | Сюко Аояма Ена Сібахара                               | 6–4, 6–4                   |
| Перемога  | 34–42 | 15 вересня 2019  | Zhengzhou Open, КНР                       | Premier       | Тверде        | Ніколь Меліхар-Martinez | Яніна Вікмаєр Тамара Зіданшек                         | 6–1, 7–6(7–2)              |
| Перемога  | 35–42 | 29 серпня 2020   | Cincinnati Open, США                      | Premier 5     | Тверде        | Демі Схюрс              | Ніколь Меліхар Сюй Їфань                              | 6–1, 4–6, [10-4]           |
| Перемога  | 36–42 | 3 жовтня 2021    | Chicago Classic, США                      | WTA 500       | Тверде        | Андреа Петкович         | Керолайн Долегайд Коко Вандевей                       | 6–3, 6–1                   |

## Зовнішні посилання
- Досьє на сайті WTA [Архівовано 25 Вересня 2020 у Wayback Machine.]

| Тенісист | Це незавершена стаття про тенісиста чи тенісистку. Ви можете допомогти проєкту, виправивши або дописавши її. |